# Centranthus aurigeranus
Centranthus aurigeranus là một loài thực vật có hoa trong họ Kim ngân. Loài này được Giraudias publ. 1890 mô tả khoa học đầu tiên năm 1889.